# سينكروترون البروتونات

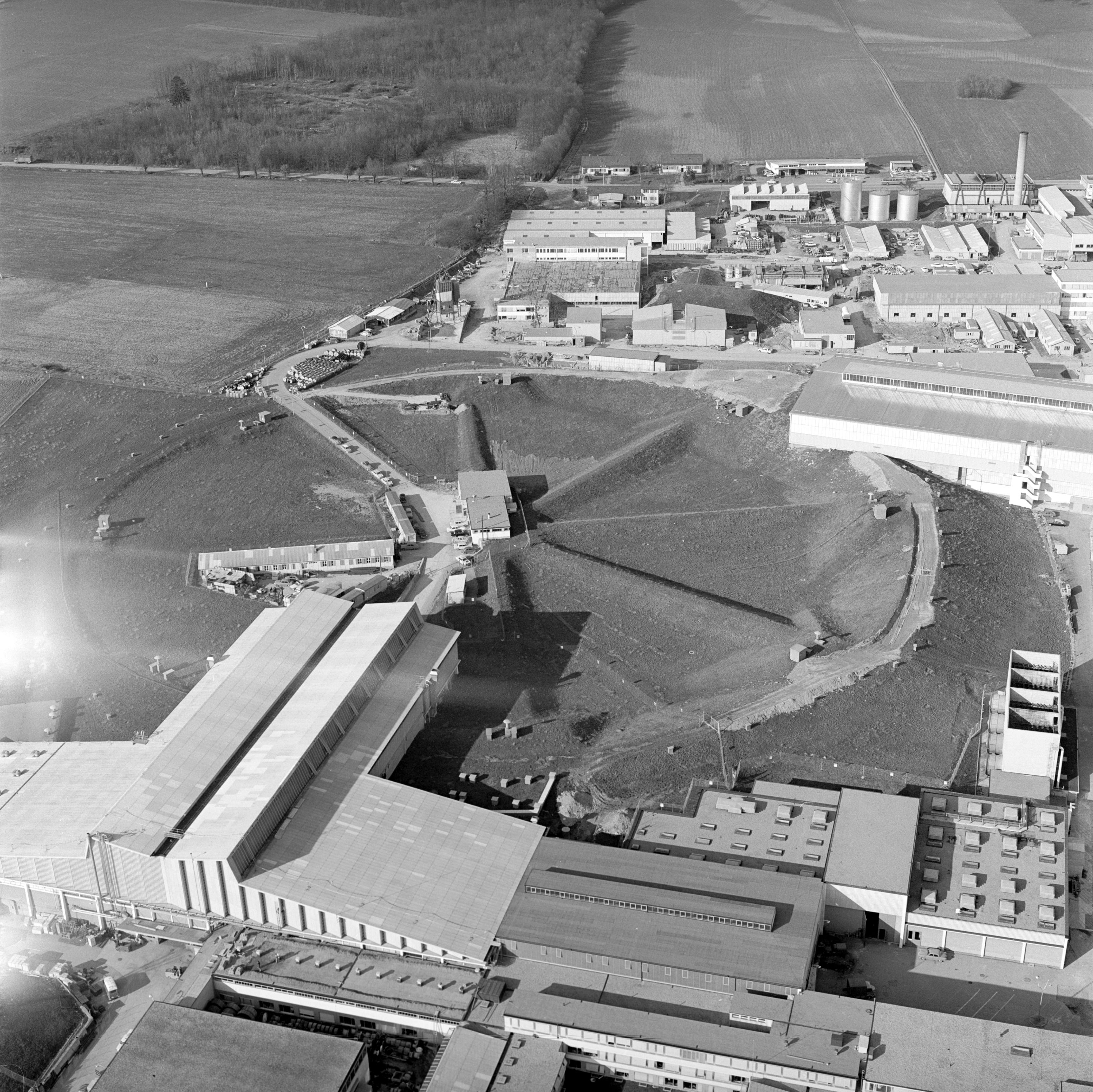
مبنى سنكروترون البروتونات في عام 1965

سنكروترون البروتونات (PS) هو مسرع جسيمات سنكروتروني ذو قطر 628  متر في CERN . مع المسرع الخطي LINAC II يمكنهما رفع سرعة البروتونات إلى 50  مليون كيلوواط بتغذية البروتونات المتسارعة في مسرع تحفيز البروتونات (PBS) وتسريعها إلى طاقة 1.4  مليار إلكترون فولط قبل إرسالها إلى PS.

## التاريخ
بدأ تشغيل سنكروترون البروتونات لأول مرة في نوفمبر 1959. تم الافتتاح الاحتفالي لسينكروترون [[سيرن]] في 5 فبراير 1960 بحضور العديد من الباحثين النوويين. مع طاقة بروتون تبلغ 28.3  جيجا إلكترون فولط كان أقوى معجل جسيمات في العالم حتى بدأ العمل في سنكروترون بالتناوب المتدرج في يوليو 1960. كانت أعلى طاقة بروتون في مسرع جسيمات هي 10  GeV يصل إليها السنكروفازوترون.
مع بناء الجيل التالي من المسرعات، تولى سنكروترون البروتونات أدوارًا مختلفة كمسرع أولي، أولاً، تم تغذية Super Proton Synchrotron (SPS) الذي تم بناؤه في السبعينيات بالبروتونات. في 1989-2000، عندما كان Super Proton Synchrotron نفسه بمثابة معجل مسبق لمصادم الإلكترون البوزيترون الكبير (LEP)، تم تغذية SPS بالإلكترونات والبوزيترونات من PS. منذ بناء مصادم الهادرونات الكبير (LHC)، قام سنكروترون البروتونات بتغذية سنكروترون البروتونات ة الكبير SPS بالبروتونات وأنوية الرصاص. في خريف عام 2006، في مؤتمر للعمل على إيجاد طرق لزيادة معدل التصادمات في مصادم الهدرونات الكبير LHC ، تمت الدعوة لاستبدال PS بمبنى جديد بمضاعفة النطاق. شهد التخطيط منذ بداية عام 2009 بناء Proton Synchrotron 2  PS2) واستبدال معجل ما قبل PS ، والذي تم التخلص منه في عام 2011 لأسباب مالية.

## التشغيل
يتم استخدام شعاع البروتون المكثف من السنكروترون البروتوني لتوليد البروتونات المضادة. بالنسبة للتجارب على المادة المضادة، تم إبطاء البروتونات المضادة المتولدة لأول مرة مع PS نفسها حتى بدأ تشغيل مبطئ البروتون المضاد AD ، الذي تم تصميمه خصيصًا لهذا الغرض، في يوليو 2000. منذ عام 1981، تم استخدام SPS في تجارب اصطدام البروتون والبروتون المضاد. ولهذا الغرض، تم تخزين البروتونات المتولدة مع PS مؤقتًا في حلقة تخزين «مجمع البروتون المضاد» ثم بعد التسريع المسبق في PS ، تم إدخالها في SPS.
يتم توجيه الحزمة في PS بواسطة مغناطيسات تقليدية غير فائقة التوصيل، مما يسمح بالتشغيل في درجة حرارة الغرفة. يمكن زيادة شدة الحزمة الأصلية في الخمسينيات بمعامل 1000 من خلال التعديلات، ويبلغ الحد الأقصى لطاقة البروتون حاليًا 25 GeV. بالإضافة إلى البروتونات والإلكترونات والبوزيترونات، تم أيضًا تسريع البروتونات المضادة وجزيئات ألفا وأيونات الأكسجين وأيونات الكبريت في PS.

## اقرأ أيضا
- سنكروترون التدرج المتناوب

## روابط إنترنت
- معلومات PS
- كتاب CERN الرمادي: قائمة التجارب في PS

## التفصيل
1. ↑  . ISBN:978-3-540-59330-0. {{استشهاد بكتاب}}: الوسيط |title= غير موجود أو فارغ (مساعدة)
2. ↑  "CERN History highlights - 1959: the PS starts up" (بالإنجليزية). Archived from the original on 2013-02-10. Retrieved 2009-11-24.
3. ↑  "Super Proton Synchrotron marks its 25th birthday" (بالإنجليزية). Cerncourier. 2 Jun 2001. Archived from the original on 2018-01-01. Retrieved 2009-12-26.
4. ↑  "LUMI'06 takes strides towards LHC upgrade" (بالإنجليزية). CERN Courier. Archived from the original on 2016-05-28. Retrieved 2009-11-28.
5. ↑  "PS2 Project and Status" (PDF) (بالإنجليزية). CERN. 26 Feb 2009. Archived from the original on 2015-11-30. Retrieved 2009-12-01.
6. ↑  "SLHC-PP Preparatory Phase of the Large Hadron Collider Upgrade". ص. 2. {{استشهاد ويب}}: الوسيط |مسار= غير موجود أو فارع (مساعدة)
7. ↑  "50 years of CERN - CERN's heart beats as strong as ever" (بالإنجليزية). CERN Courier. Archived from the original on 2016-04-25. Retrieved 2004-01-27.
8. ↑  "When CERN saw the end of the alphabet" (بالإنجليزية). CERN Courier. Archived from the original on 2018-01-13. Retrieved 2003-05-01.
9. ↑  "CERN - PS: a versatile juggler of particles" (بالإنجليزية). Archived from the original on 2013-02-10. Retrieved 2009-11-24.